# Campionatul European de Fotbal 1988
Campionatul European de Fotbal 1988 a fost a 8-a ediție a Campionatului European de Fotbal, un turneu de fotbal destinat națiunilor europene desfășurat din patru în patru ani. Turneul, găzduit de  Germania de Vest a început pe 10 iunie 1988 și s-a încheiat cu finala de pe stadionul Stadionul Olimpic din München pe 25 iunie 1988, în urma căreia Țările de Jos a câștigat primul său titlu european din istorie, învingând URSS-ul cu 2-0, luindu-și astfel revanșa după ce în primul meci din grupă invinseseră sovieticii cu 1-0.

## Echipe

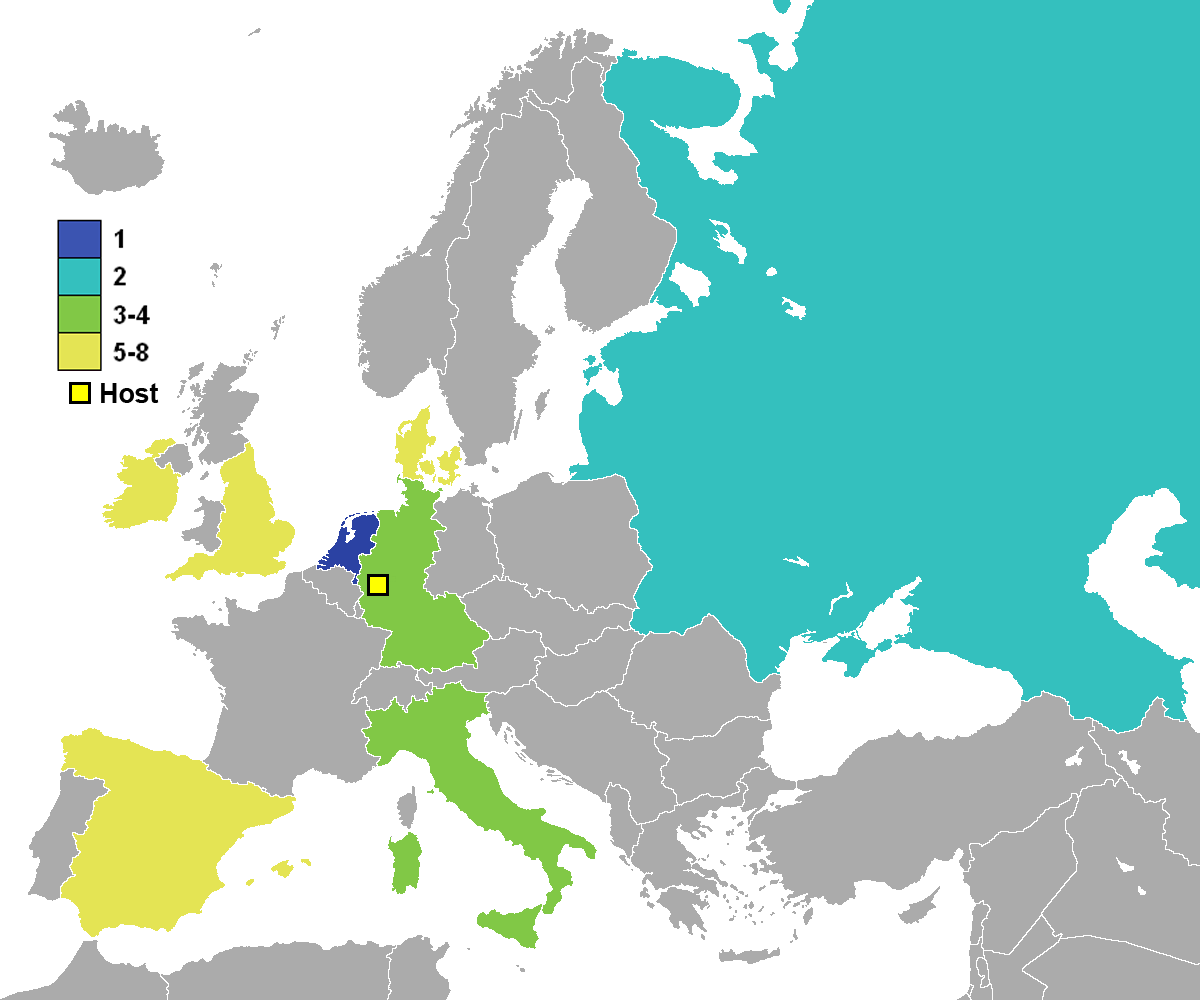
Statistica Campionatul European de Fotbal 1988 pe țări.

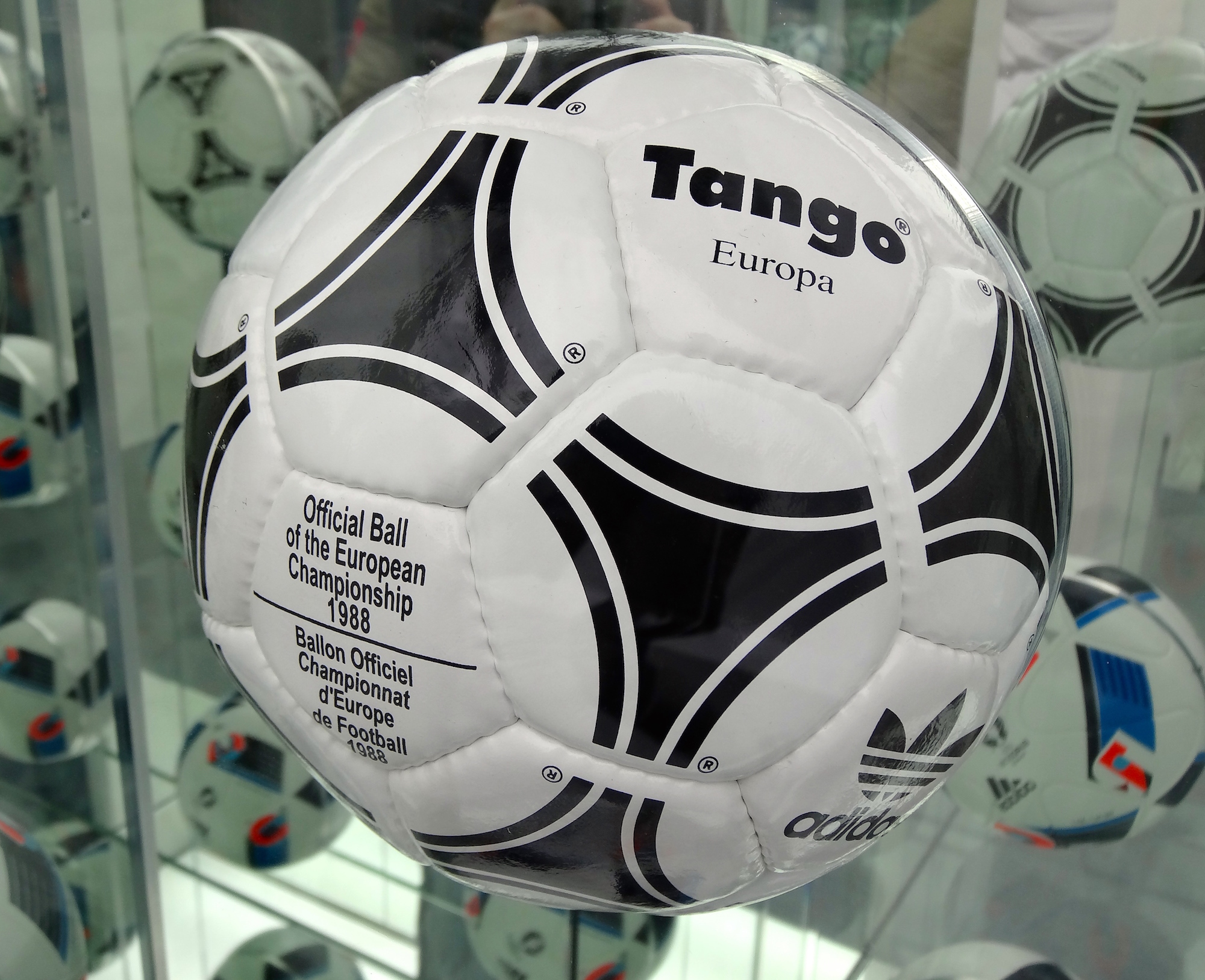
Mingea Campionatului

Urmatoarele echipe au jucat la campionat
- Danemarca
- Anglia
- Italia
- Țările de Jos
- Irlanda (prima dată)
- Spania
- URSS
- Germania de Vest (gazdă)

## Stadioane
| München            | Gelsenkirchen        | Hamburg            | Frankfurt             |
| ------------------ | -------------------- | ------------------ | --------------------- |
| Olympiastadion     | Parkstadion          | Volksparkstadion   | Waldstadion           |
| Capacitate: 69.000 | Capacitate: 62.000   | Capacitate: 61.200 | Capacitate: 61.000    |
|                    |                      |                    |                       |
| Düsseldorf         | Hanovra              | Stuttgart          | Köln                  |
| Rheinstadion       | Niedersachsenstadion | Neckarstadion      | Müngersdorfer Stadion |
| Capacitate: 55.850 | Capacitate: 50.423   | Capacitate: 50.000 | Capacitate: 47.000    |
|                    |                      |                    |                       |

## Arbitrii
- Horst Brummeier
- Alexis Ponnet
- Siegfried Kirschen
- Keith Hackett
- Michel Vautrot
- Paolo Casarin
- Bep Thomas
- José Rosa dos Santos
- Ioan Igna
- Bob Valentine
- Emilio Soriano Aladren
- Erik Fredriksson
- Bruno Galler
- Dieter Pauly

## Grupa A
| Echipa           | Pld | W | D | L | GF | GA | GD | Pts |
| ---------------- | --- | - | - | - | -- | -- | -- | --- |
| Germania de Vest | 3   | 2 | 1 | 0 | 5  | 1  | +4 | 5   |
| Italia           | 3   | 2 | 1 | 0 | 4  | 1  | +3 | 5   |
| Spania           | 3   | 1 | 0 | 2 | 3  | 5  | −2 | 2   |
| Danemarca        | 3   | 0 | 0 | 3 | 2  | 7  | −5 | 0   |

## Grupa B
| Echipa        | Pld | W | D | L | GF | GA | GD | Pts |
| ------------- | --- | - | - | - | -- | -- | -- | --- |
| URSS          | 3   | 2 | 1 | 0 | 5  | 2  | +3 | 5   |
| Țările de Jos | 3   | 2 | 0 | 1 | 4  | 2  | +2 | 4   |
| Irlanda       | 3   | 1 | 1 | 1 | 2  | 2  | 0  | 3   |
| Anglia        | 3   | 0 | 0 | 3 | 2  | 7  | −5 | 0   |

## Fazele Eliminatorii

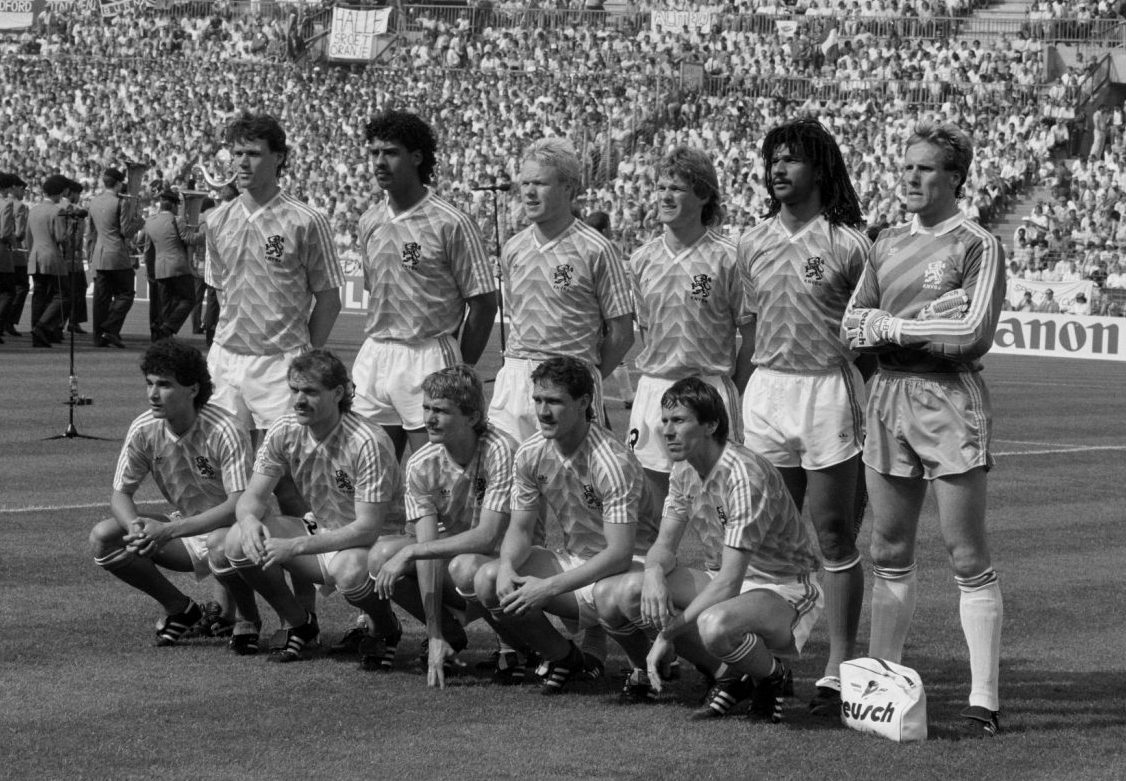
Echipa Țărilor de Jos

|  | Semifinale                           | Semifinale |   |  | Finală                             | Finală |  |
|  |                                      |            |   |  |                                    |        |  |
|  | 21 June – Hamburg (Volksparkstadion) |            |   |  |                                    |        |  |
|  | Germania                             | 1          |   |  |                                    |        |  |
|  | Țările de Jos                        | 2          |   |  |                                    |        |  |
|  |                                      |            |   |  |                                    |        |  |
|  |                                      |            |   |  | 25 June – München (Olympiastadion) |        |  |
|  |                                      |            |   |  | Țările de Jos                      | 2      |  |
|  |                                      | URSS       | 0 |  |                                    |        |  |
|  |                                      |            |   |  |                                    |        |  |
|  |                                      |            |   |  |                                    |        |  |
|  |                                      |            |   |  | Finala mică                        |        |  |
|  | 22 June – Stuttgart (Neckarstadion)  |            |   |  |                                    |        |  |
|  | Italia                               | 0          |   |  |                                    |        |  |
|  | URSS                                 | 2          |   |  |                                    |        |  |

### Semifinale
| Germania | 1 - 2  | Țările de Jos        |
| -------- | ------ | -------------------- |
| Matthäus | Raport | R. Koeman Van Basten |

| URSS                 | 2 - 1  | Italia |
| -------------------- | ------ | ------ |
| Litovchenko Protasov | Raport |        |

### Finala
| URSS | 0 – 2    | Țările de Jos             |
| ---- | -------- | ------------------------- |
|      | (Report) | Gullit 32' Van Basten 54' |

| Campioana Campionatul European de Fotbal 1988 |
| --------------------------------------------- |
| Țările de Jos Primul Titlu                    |

## Golgheteri
| 5 goluri - Marco van Basten 2 goluri - Rudi Völler - Oleg Protasov 1 gol - Michael Laudrup - Flemming Povlsen - Tony Adams | - Bryan Robson - Andreas Brehme - Jürgen Klinsmann - Lothar Matthäus - Olaf Thon - Alessandro Altobelli - Luigi De Agostini - Roberto Mancini - Gianluca Vialli - Ruud Gullit - Wim Kieft - Ronald Koeman - Ray Houghton - Ronnie Whelan - Sergei Aleinikov | - Gennadi Litovtchenko - Alexei Mikhailichenko - Victor Pasulko - Vassili Rats - Emilio Butragueño - Rafael Gordillo - Míchel |